# Kasbah-moskee (Essaouira)
De Kasbah-moskee, ook wel de Sidi Mohammed Ben Abdellah-moskee genoemd, is de oudste moskee in de havenstad Essaouira in het westen van Marokko. Het is gelegen in de kasbah en is één van de belangrijkste en oudste gebouwen in de stad.

## Geschiedenis
De Kasbah-moskee werd gebouwd in 1764, ten tijde van de stichting van de nieuwe stad Essaouira, onder bevel van Alaouitische sultan Mohammed Ben Abdellah.

## Architectuur
Het omvatte een madrassa, accommodatie en kamers voor studenten. In Sherifiaanse stijl toont het plan ons het beeld van de Alawitische religieuze architectuur uit het midden van de 18e eeuw.